# Homaliodendron javanicum
Homaliodendron javanicum är en bladmossart som beskrevs av Fleischer 1906. Homaliodendron javanicum ingår i släktet Homaliodendron och familjen Neckeraceae. Inga underarter finns listade i Catalogue of Life.